# Campeonato Rondoniense Série B
De Campeonato Rondoniense Série B is het tweede niveau van het staatskampioenschap voetbal van de Braziliaanse deelstaat Rondônia en wordt georganiseerd door de voetbalfederatie FFER. De competitie werd voor het eerst gespeeld in 1975. De volgende editie vond pas in 1980 plaats. Tussen 1984 en 2004 werd er niet gespeeld. Hierna werd de competitie weer op reguliere basis gespeeld tot 2013. Na een aantal jaar onderbreking werd er opnieuw een competitie gespeeld in 2021, die echter slechts uit één wedstrijd bestond. Sinds 2022 heet de competitie Série B, daarvoor was dit Segunda Divisião

## Overzicht
- 1975 - Onbekend
- 1975-1979 - Niet gespeeld
- 1980 -  Mixto
- 1981 -  Mixto
- 1982 -  Mixto
- 1983 -  Comercial Palmeiras
- 1984-2004 - Niet gespeeld
- 2005 -  Ulbra
- 2006 -  Jaruense
- 2007 -  Ariquemes
- 2008 -  Espigão
- 2009 -  Moto Clube
- 2010 - Niet gespeeld
- 2011 -  Ji-Paraná
- 2012 -  Pimentense
- 2013 -  União Cacoalense
- 2014-2020 - Niet gespeeld
- 2021 -  Pimentense
- 2022 -  Vilhenense
- 2023 -  Vilhena

Acre · Alagoas · Amapá · Amazonas · Bahia · Ceará · Distrito Federal · Espírito Santo · Goiás · Maranhão · Mato Grosso · Mato Grosso do Sul · Minas Gerais · Pará · Paraíba · Paraná · Pernambuco · Piauí · Rio de Janeiro · Rio Grande do Norte · Rio Grande do Sul · Rondônia · Roraima · Santa Catarina · São Paulo · Sergipe · Tocantins